# 夢寶谷
夢寶谷是日本的移动电话门户网站和（SNS），由DeNA运营。手机游戏开发者在该服务发布游戏。日本区2006年2月7日开始服务，原名Mobage Town，2011年3月27日改为现名。